# حاسی فدول
حاسی فدول (به عربی: حاسی فدول) یک شهرداری در الجزایر است که در استان جلفه واقع شده‌است. حاسی فدول ۱۲٬۲۲۱ نفر جمعیت دارد.